# Metropolitana di Guiyang
La metropolitana di Guiyang (贵阳) è la metropolitana che serve la città cinese di Guiyang, a Guizhou.

## Storia
La prima tratta della metropolitana, lunga 12,9 km e comprendente 10 stazioni, venne attivata il 28 dicembre 2017.

### Progetti
Sono in costruzione ulteriori tratte.